# Talsperre Pichi Picún Leufú
Die Talsperre Pichi Picún Leufú (spanisch Represa Pichi Picún Leufú) ist eine Talsperre mit Wasserkraftwerk in Argentinien. Sie staut den Río Limay, der hier die Grenze zwischen den Provinzen Neuquén und Río Negro bildet, zu einem Stausee auf. Die Talsperre Piedra del Águila liegt ungefähr 20 km flussaufwärts.

## Absperrbauwerk
Das Absperrbauwerk besteht aus einer Gewichtsstaumauer aus Beton (Maschinenhaus und Wehranlage) auf der rechten Seite sowie aus einem Schüttdamm, der sich an der linken Seite anschließt. Die Höhe des Bauwerks beträgt maximal 45 m, die Gesamtlänge des Bauwerks liegt bei 1045 m. Die Breite des Damms beträgt an der Krone 10 m. Die Bauwerkskrone liegt auf einer Höhe von 482,7 m über dem Meeresspiegel. Für das Absperrbauwerk wurden 1,35 (bzw. 1,562) Mio. m³ Schüttmaterial sowie 27.500 m³ Beton verwendet. Über die Wehranlage können maximal 10.500 m³/s abgeleitet werden.

## Stausee
Das normale Stauziel liegt zwischen 477 und 479 m. Bei Vollstau erstreckt sich der Stausee über eine Fläche von rund 19 km² und fasst 197 Mio. m³ Wasser – davon können 35 Mio. m³ zur Stromerzeugung genutzt werden. Das maximale Stauziel beträgt 480,2 m.

## Kraftwerk
Das Kraftwerk ging 1999 in Betrieb. Die installierte Leistung beträgt 250 (bzw. 261 oder 285) MW. Die durchschnittliche Jahreserzeugung wird mit 973 (bzw. 1050 oder 1080) Mio. kWh angegeben. Die Jahreserzeugung schwankt: sie lag 2016 bei 494 Mio. kWh und 2006 bei 1430 Mio. kWh.
Die 3 Kaplan-Turbinen leisten jeweils maximal 87 MW und die Generatoren jeweils 90 MVA. Die Nenndrehzahl der Turbinen beträgt 83,33 min−1. Die Fallhöhe liegt zwischen 18 und 24 m. Die Nennspannung der Generatoren beträgt 13,8 kV, ihr Nennstrom 3,8 kA. In der Schaltanlage wird die Generatorspannung von 13,8 kV mittels Leistungstransformatoren auf 500 kV hochgespannt.
Das Kraftwerk wird von Hidroeléctrica Pichi Picún Leufú betrieben, einer Tochter von Pampa Energía.